# Laika da Sibéria Oriental
Laika da Sibéria Oriental[Nota] (em russo:  Восточносибирская лайка) é uma raça canina oriunda da Rússia. É uma das quatro raças laika estabelecidas pelo Conselho Russo como um cão de caça e de trenó. Menos popular que seu parente Ocidental, é ainda menos numeroso, embora maior fisicamente. Pode chegar a medir 64 cm na altura da cernelha e pesar 23 kg.